# Akouker
L'Akouker est un groupe de sommets du Djurdjura culminant à 2 305 mètres au pic Timedouine.